# Sainte Face

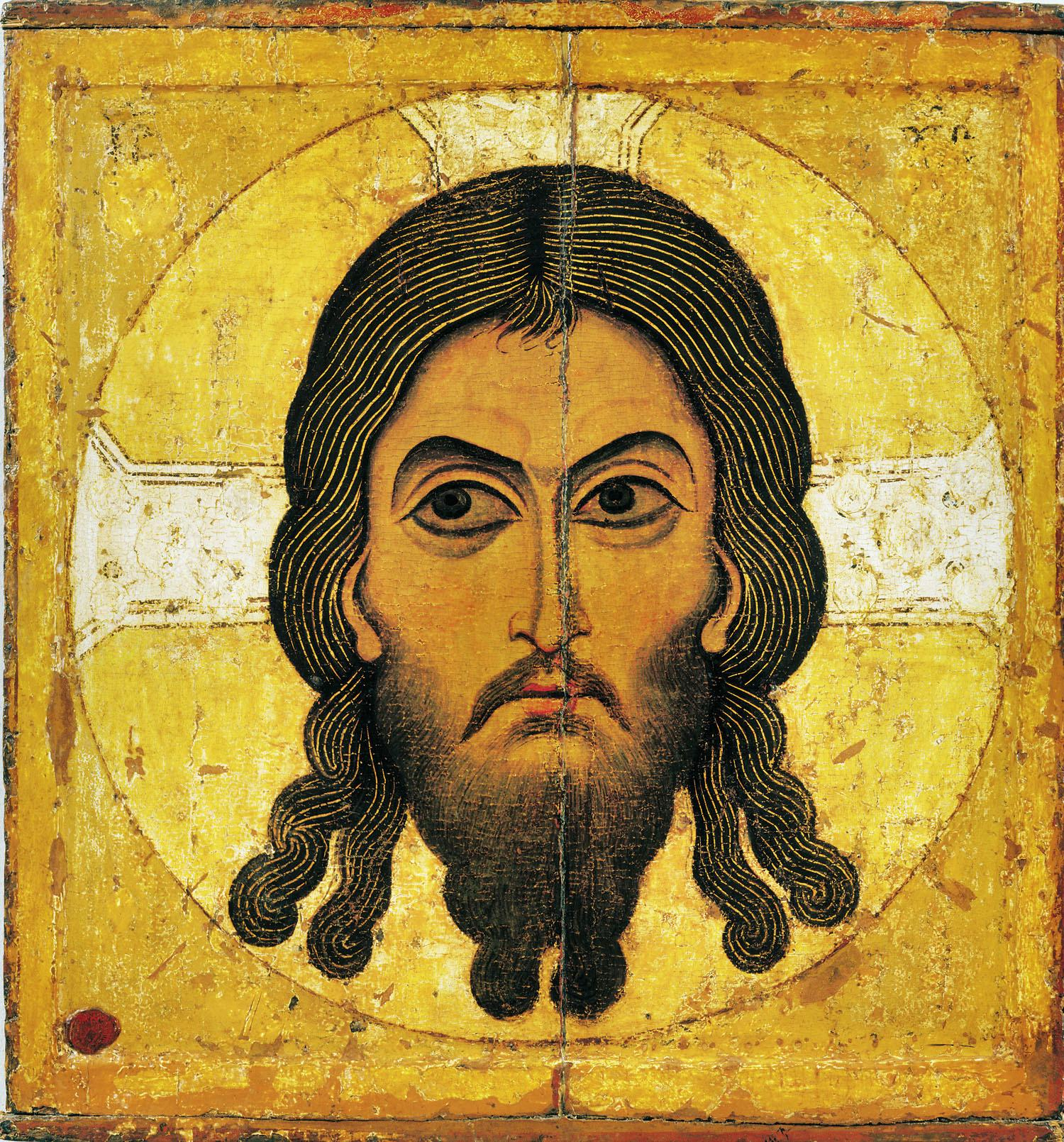
Mandylion réalisé au XVIe siècle par l'école de Novgorod, galerie Tretiakov à Moscou.

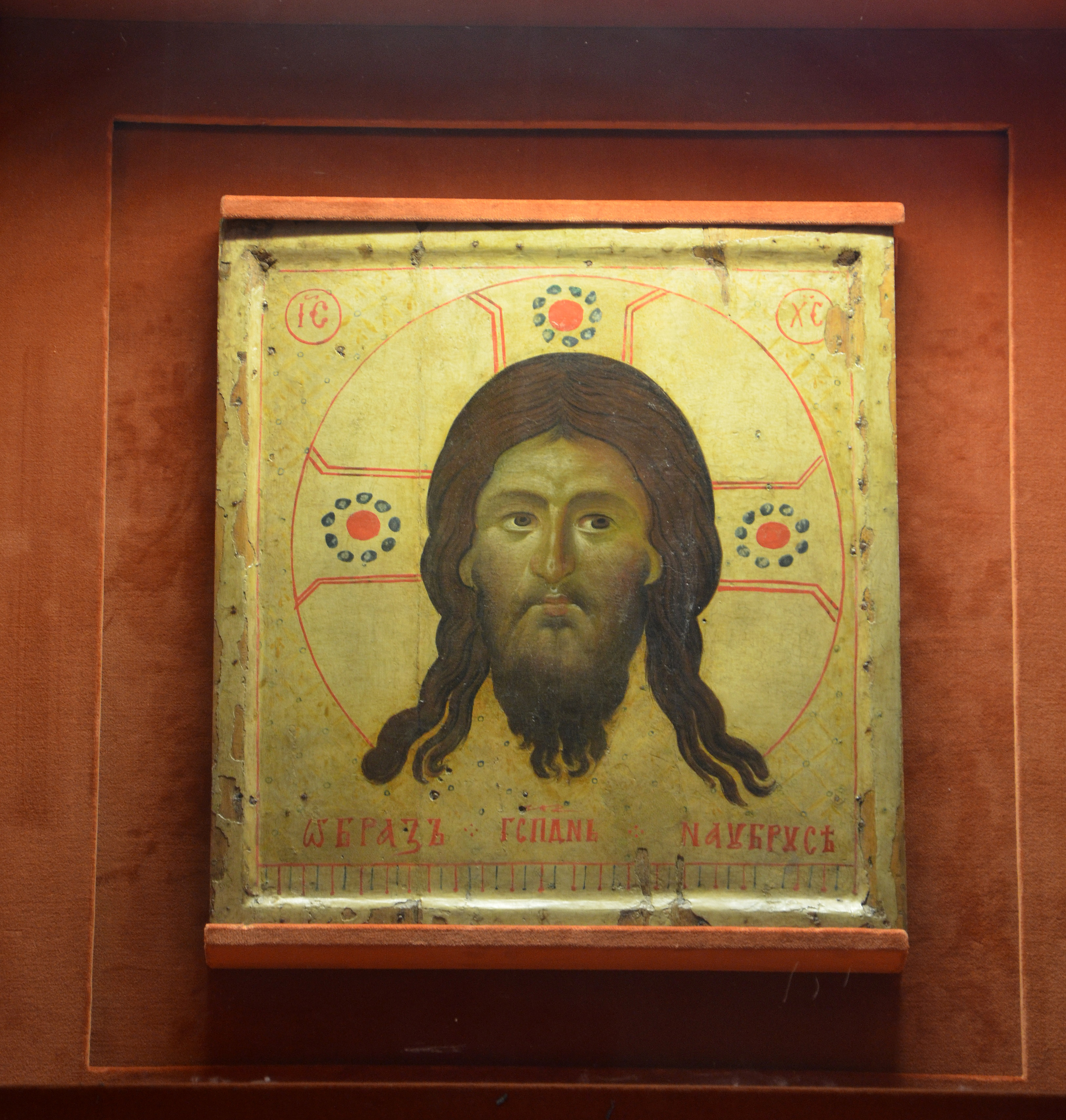
Icône serbe de la Sainte Face conservée dans la cathédrale de Laon.

La Sainte Face ou Sainte Face de Jésus correspond à des formules iconographiques relevant de reliques et de légendes différentes qui convergent vers l'idée du Logos incarné dont l'empreinte du visage du Christ serait la preuve. Selon la tradition chrétienne, ce visage aurait été miraculeusement imprimé sur tissu et ferait partie des icônes acheiropoiètes, mais il a pu être également réalisé par des artistes selon une fidélité plus ou moins grande au modèle.

## Historique

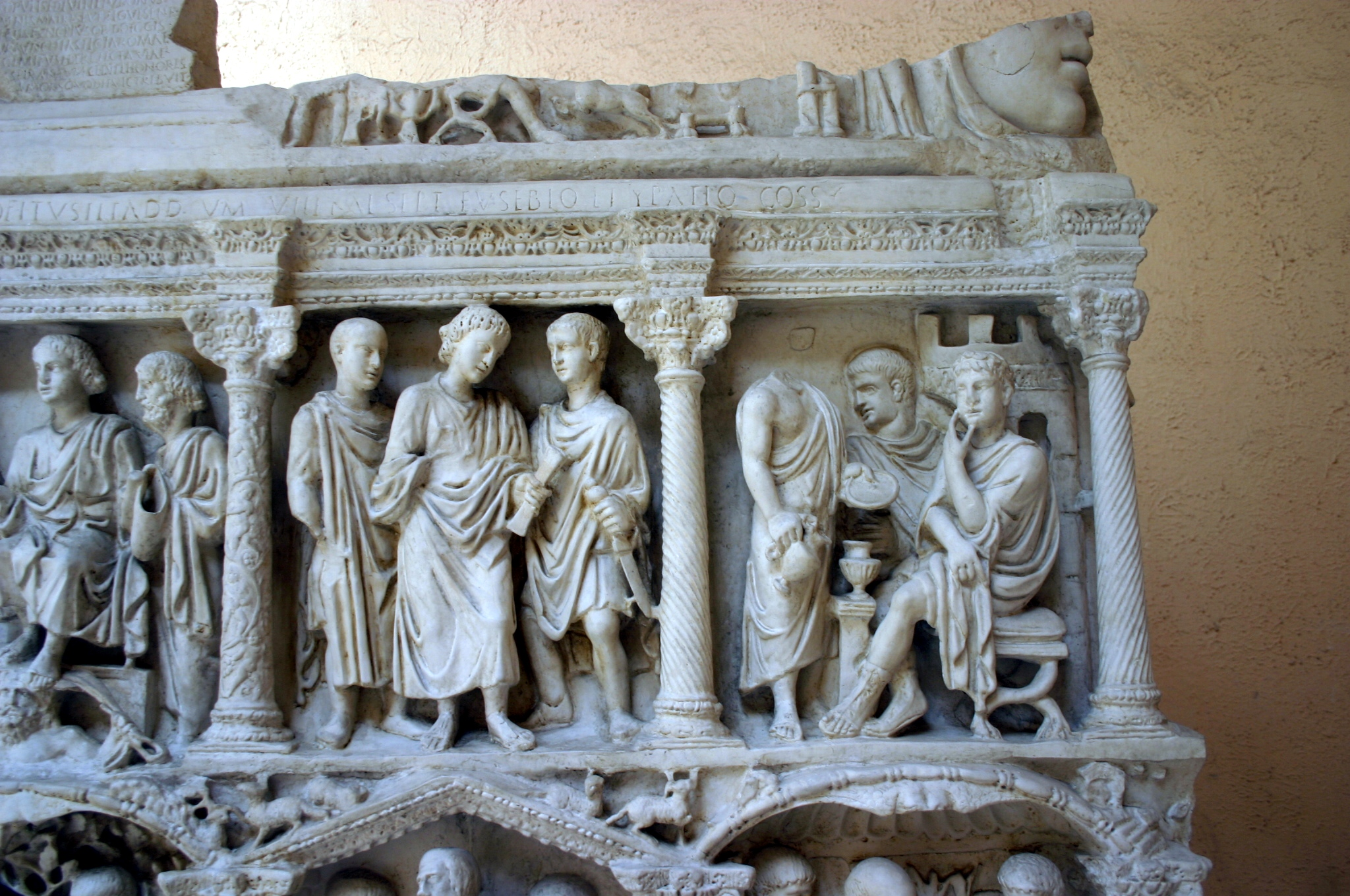
Christ hellénistique, scène du procès devant Pilate sur le sarcophage de Junius Bassus daté du IVe siècle.

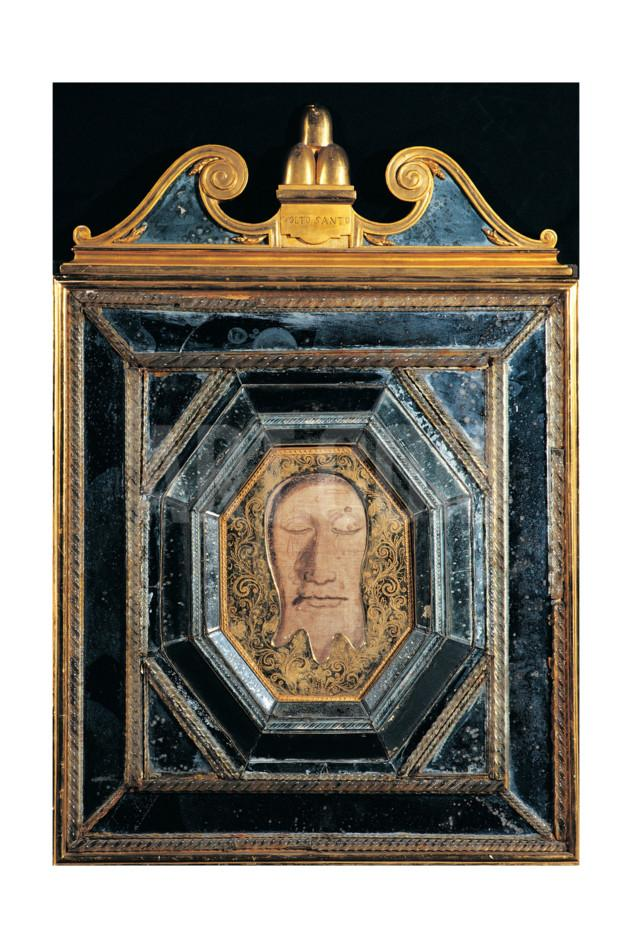
Copie du voile de Véronique dans l'église du Gesù, une des rares conservées où le Christ a les yeux fermés, XVIIe siècle.

Les Évangiles n'ont dressé aucun portrait physique du Christ, mais la symbolique de ces récits laisse place à beaucoup d'interprétation pour les artistes. À partir du IIe siècle, l'iconographie de Jésus emprunte en Occident ses traits aux divinités païennes : il est généralement représenté comme un jeune homme imberbe (pour le différencier des philosophes grecs, des devins et des dieux païens, tous barbus), aux cheveux courts et bouclés, vêtu d'une toge, d'une tunique et d'un pallium (type gréco-romain), le faisant ressembler à un jeune philosophe romain car Rome ne prisait pas la barbe,. L'art chrétien primitif dépeint alors Jésus le plus souvent comme le Bon Pasteur syncrétiste, déguisé en Grec païen inspiré des figures d'Orphée, d'Hermès ou d'Apollon, jeune, imberbe et en tunique courte,. Peu après (IIIe-IVe) Jésus est montré avec une barbe et dans le type « charismatique » et conventionnel qui s'installera plus tard. En Orient, les artistes religieux privilégient la figure d'un personnage mûr, majestueux, barbu et aux cheveux longs (type syro-palestinien) en mêlant les caractéristiques du dieu grec Zeus et du personnage de Samson dans l’Ancien Testament. Le Christ hellénistique et le Christ sémitique coexistent jusqu'au XIe siècle, période qui voit les artistes choisir sa physionomie (presque) définitive : « visage méditerranéen, aux traits "aryens" pour le distinguer du type "juif" de ses persécuteurs, longue chevelure noire partagée par une raie centrale, retombant sur les épaules, yeux noirs, le tout animé d'une expression profondément humaine ». Avec le temps, sa chevelure blondira pour le faire ressembler à un Européen à la peau claire, faisant ainsi tenir Jésus à distance de leur judéité.
Dès lors, on peut distinguer plusieurs étapes dans le culte de la Sainte Face. Pour les Chrétiens, les premiers autoportraits miraculeux de Jésus considérés comme fidèles à sa véritable apparence étaient des acheiropoïètes, soit des images inexpliquées qui ne sont pas produites par la main de l’homme.
Le Mandylion, relique du VIIe siècle consistant en une pièce de tissu rectangulaire (suaire) sur laquelle l’image du Christ est miraculeusement imprimée de son vivant, est l'objet de nombreuses reproductions dès le haut Moyen Âge (notamment le Kéramion, brique ou tuile réputée être la première copie miraculeuse du Mandylion) et devient le modèle byzantin de référence pour l'iconographie de la Sainte Face de Jésus (une centaine de sanctuaires revendiquant posséder la vraie représentation de la Sainte face : reliques du XIIe siècle, la Sainte Face de Moscou et la Sainte Face de Laon ; relique du XVIIIe siècle dans la cathédrale de Jaén ; nombreuses « véroniques », copies du voile de Véronique, assimilées au Mandylion). Cette typologie est la suivante : « un visage allongé, des arcades sourcilières prononcées, des pommettes saillantes, un nez légèrement aquilin, une bouche petite mais bien ourlée, une barbe à deux pointes dite bifide, des cheveux longs séparés par une raie au milieu, une petite mèche sur le haut du front ».
La légende étiologique du voile de Véronique apparaît dans des apocryphes tardifs (le Vindicta Salvatoris, « Vengeance du Sauveur (la) », du IVe siècle et le Mors Pilati, « Mort de Pilate (la) », récit latin qu’Anton Emanuel Schönbach (de) date du VIIe siècle). C’est seulement à partir du XIIIe siècle, et surtout au XVe siècle sous l’influence du théâtre des mystères, que se popularise la légende de Véronique associée à la Passion du Christ et à la Sainte Face qui était alors « généralement peinte au milieu de la prédelle des retables pour permettre aux fidèles de s'incliner au passage ou de baiser la sainte image ».
De cette typologie générale léguée par la tradition, les artistes religieux à partir de la pré-Renaissance savent tirer un type de Christ particulier, sorti du moule d'une esthétique personnelle et enrichi par leur imagination. Si le thème de la Sainte Face semble avoir obsédé Francisco de Zurbarán, c'est qu'il vient questionner le statut de la représentation, l'artiste osant retirer le divin dans une de ses peintures à l'huile du voile de Véronique.
Au XIXe siècle, Marie de Saint-Pierre et de la Sainte Famille est connue pour avoir initié la dévotion à la Sainte Face de Jésus et Maria Pierina De Micheli réputée pour avoir été une « apôtre de la Sainte Face ». Ce siècle ouvre en effet la voie à l'ensemble de la dévotion romaine des reliques, des corps saints et images miraculeuses dans un processus de « recharge sacrale » ou de relance dévotionnelle des sanctuaires de pèlerinage ébranlés par la contestation interne du siècle des Lumières.

Saintes Faces de Zurbarán
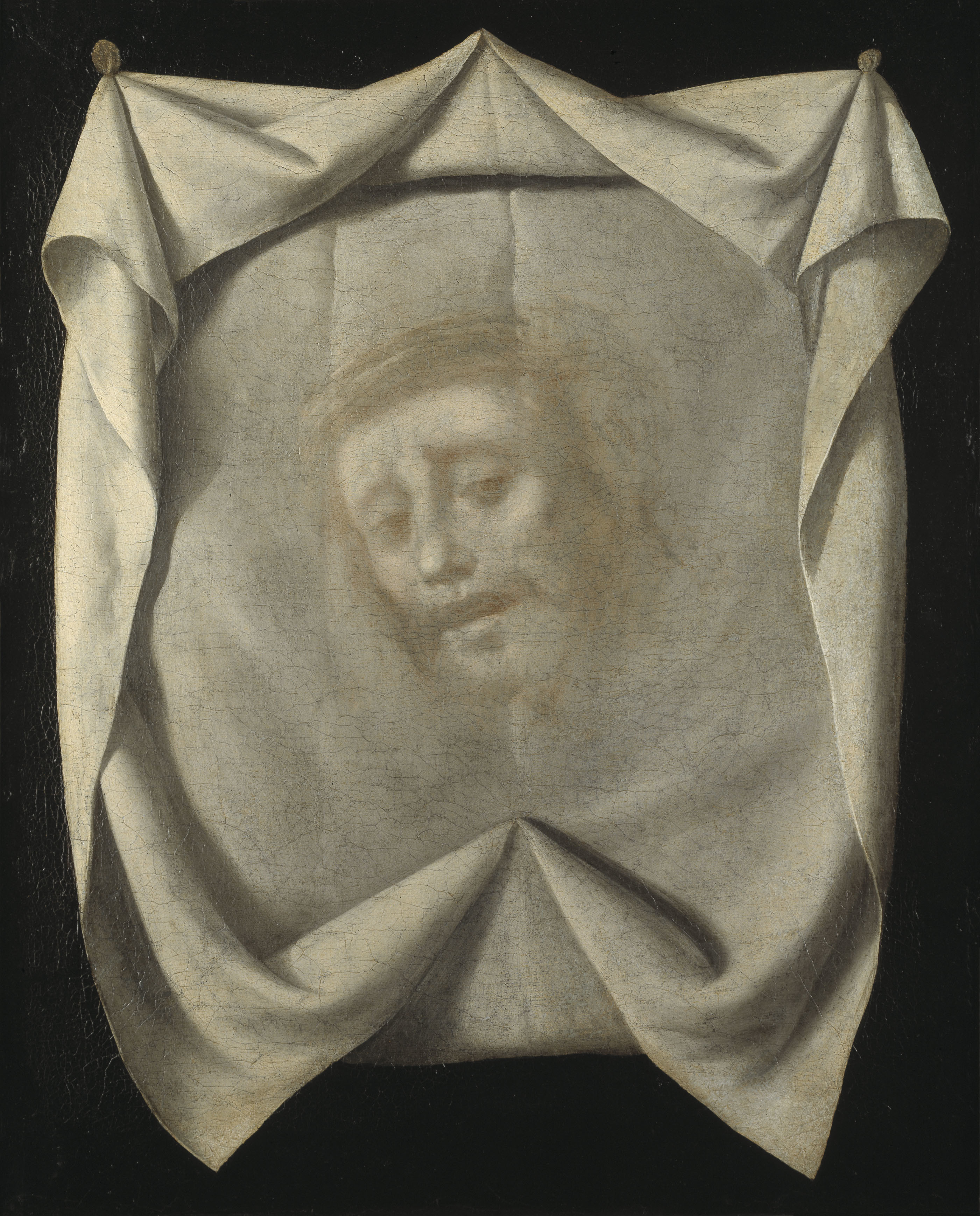
réalisée en 1631
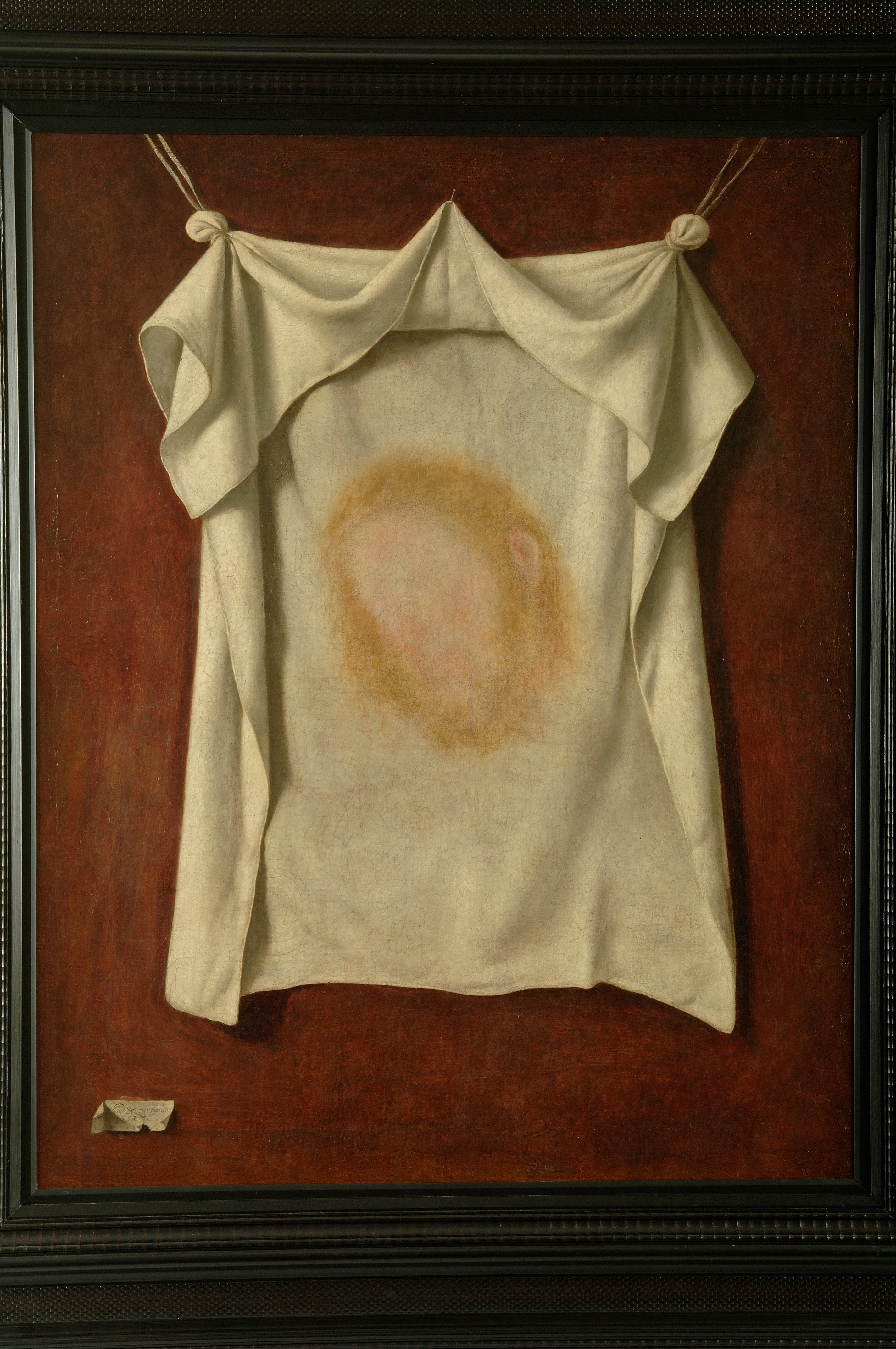
en 1658
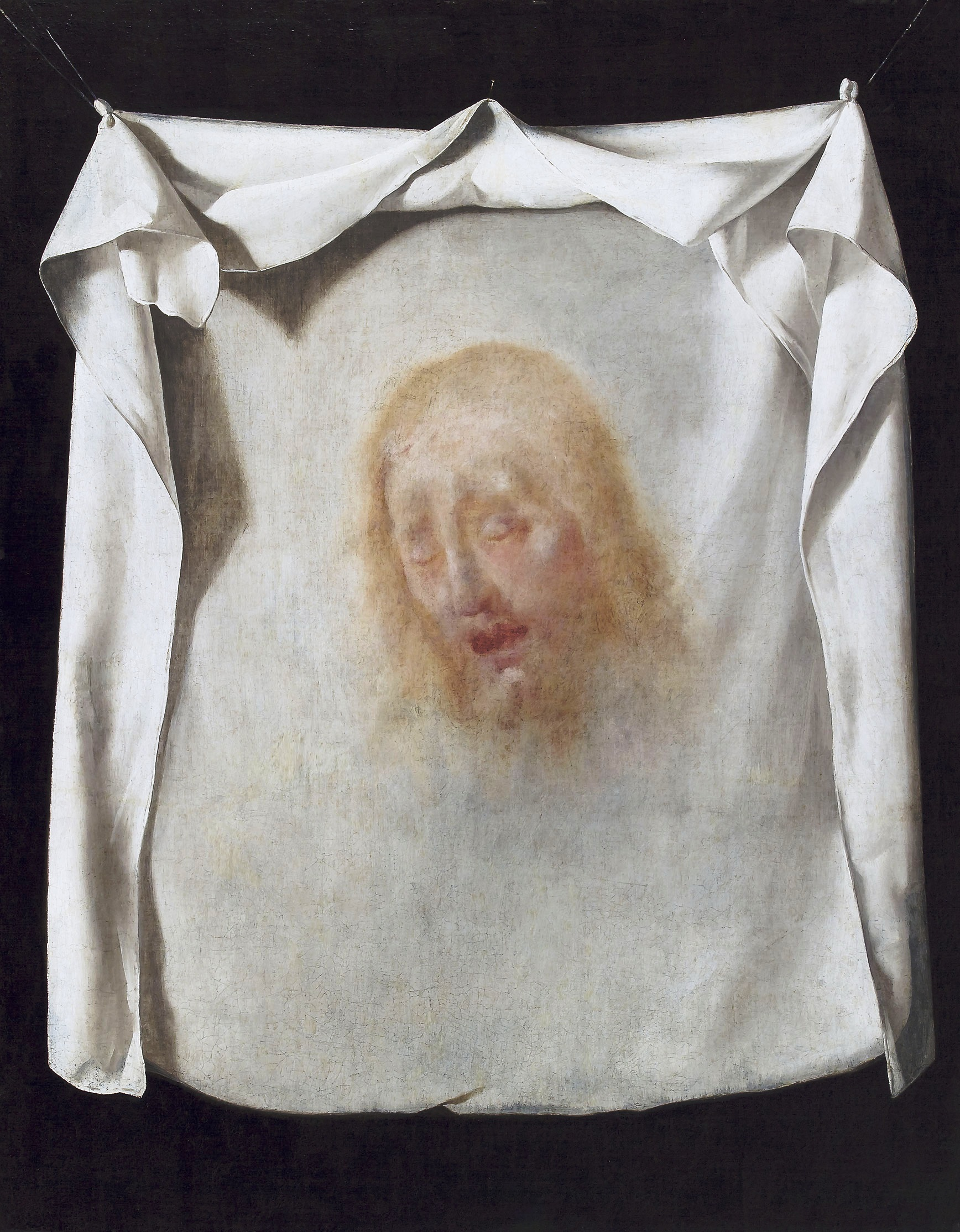
en 1660

## Principales reliques de la Sainte Face
Les principales reliques de la Sainte Face sont :
- le Mandylion
- le voile de Véronique, dit aussi simplement « véronique » (sans majuscule) dans la France médiévale
- le voile de Manoppello
- Le Volto Santo du crucifix de Lucques